# Ciprian Radovan
Ciprian Radovan (n. 13 mai 1939, Sânmihaiu Român, Timiș) este un pictor, critic de artă și om de știința român contemporan. Lucrează în cercetarea științifică și în învățământul superior în paralel cu activitatea artistică profesională - profesor universitar - Electrochimie la Universitatea de Vest din Timișoara.

## Activitatea artistică
Studii independente de artă. Studii initiale de pictura si desen cu maestrul Julius Podlipny. Debutul său expozițional a avut loc în 1962. Din 1966 este membru al Uniunii Artiștilor Plastici din România, membru al Asociației Internaționale a Artiștilor Plastici (AIAP).
A fost prieten cu Diet Sayler, Paul Neagu, Roman Cotoșman, Sorin Titel.
Începând cu 1962 participa la peste 300 de expoziții, între care: saloanele anuale ale UAP Timișoara, expoziții natioanle (pictura, grafica), expoziții de grup si expoziții reprezentative ale Filialei Timișoara; în tara, la București, Reșița, Cluj, Arad, Iași, Galați si în alte localități din tara, cât si expoziții peste hotare.

### Perioade artistice
- 1956 - 1962, desen și exercițiul picturii;
- 1963-1972 explorări onirice și experimentări;
- 1972-1974 relații cromatice și ambient psihocrom;
- 1974-1984 portrete onirice, ritmuri vegetale, "oglinzi";
- 1984-1987 aspirații spre o "mistică" vegetala;
- 1987-1995 studiul naturii;
- după 1995 "contopirea" cu vegetalul, aspirația spre limpezirea culorii și revelația "reluării" - recuperare culturală, o "reîncepere";
- după 1970 publică cronici și texte despre artă și prezintă numeroase expoziții ale colegilor (inclusiv și după 1990).

### Expoziții personale
- Timișoara: 1963 , 1965 si 1967 la Galeria de Arta a UAP; 1973, 1976, 1978, 1981, 1985, 1996, 2003, 2006 la Galeria "Helios"; 2003-2004 AQUATIM, 2004-2005 HVB Bank; 1997 - la Galeria "Dure";
- București: 1969 - la Galeria "Kalinderu" , 1973 - la Galeria "Apollo";
- Reșița: 1974, 1977 la Galeria "Paleta";
- Arad: 1978 la Galeria "Alfa";
- Germania - Hamburg în 1997, Frankfurt/Main/ Koningstein - Falkenstein în 2000, Heusenstamm în 2001;
- Franța - Chateau - Cazai în 1999 și 2001.

Colonii de Arta: Garâna (1991, 1992, 1996, 1997), Danubius (1993), Strehaia (1994, 1995), Teremia - Mare (1995), Gera - Germania (1993).

## Activitatea științifică
- Absolvent al Facultății de Chimie Industrială din Timișoara în 1960.
- 1976 Doctor - profil Electrochimie
- Profesor universitar și conducător de doctorate-Electrochimie/Universitatea de Vest din Timișoara.
- Membru ISE (International Society of Electrochemistry)